# Ebelingia
Ebelingia es un género de arañas araneomorfas de la familia Thomisidae. Fue descrito por Pekka T. Lehtinen en 2004.
Se distribuye por el continente asiático.

## Especies
- Ebelingia forcipata (Song & Zhu, 1993)
- Ebelingia hubeiensis (Song & Zhao, 1994)
- Ebelingia kumadai (Ono, 1985)